# Воротар (фільм, 1936)
«Воротар» (рос. «Вратарь») — російський радянський чорно-білий художній фільм 1936 року. Сценарій написав письменник Лев Кассіль, а на його основі 1937 року — роман «Воротар республіки» (один з перших творів у радянській літературі на спортивну тематику). Повторно вийшов у кінопрокат 1970 року з деякою цензурою.

## Сюжет
У 30-ті роки футбол був вельми популярним видом спорту. Зірки футболу ставали загальнонаціональними улюбленцями. Історія розповідає про талановитого воротаря Антона Кандідова, який користується загальною любов'ю, бо неодноразово рятував свою команду від поразок.

## Зйомки
Зйомки проходили влітку 1936 року в Києві і на них були запрошені футболісти місцевого «Динамо», яким пообіцяли добрий заробіток. У цей час стартував перший розіграш кубка СРСР і гравці мали їхали до Єгоровська Московської області. Вони вирішили залишитися вдома і надіслали телеграму до Всесоюзної ради з фізичної культури, що команда захворіла. Антон Іздковський був персональним тренером Григорія Плужника, виконавця головної ролі. У фільмі Антон Іздковський і Іван Кузьменко виступали за «Чорних буйволів», всі інші «динамівці» — були партнерами Антона Кандідова. Капітаном, як і в реальному житті, був Костянтин Щегоцький. В одному з епізодів Щегоцький зіграв рукою у власному штрафному майданчику, за що кінокоманда отримала покарання (пенальті). Про зйомки Щегоцький згадує у своїй книзі «У грі і поза грою». У Москві негативно сприйняли відмову від участі в офіційному матчі і змусили зіграти в Єгоровську товариську гру. 31 серпня 1936 року «динамівці» в гостях здобули перемогу з рахунком 12:0

## В ролях
- Григорій Плужник — Антон Кандідов
- Тетяна Гурецка — Груша
- Людмила Глазова — конструктор Анастасія Вальяжна
- Анатолій Горюнов — інженер Анатолій Йосипович Карасик
- Яків Гудкін — Фома, інсайд
- Володимир Крюгер — Цвіточкин, капітан «Торпедо»
- Федір Куріхін — ексцентричний уболівальник з хворими зубами
- Валерій Соловцов — Бухвостов, капітан футбольної команди «Гідраер»
- Г. Еразмус — Рудий, інсайд

## Знімальна група
- Автор сценарію: Лазарь Юдін, Лев Кассіль
- Режисер: Семен Тимошенко
- Оператор: Володимир Данашевський
- Художник: Володимир Калягін, Петро Якимов
- Композитор: Ісаак Дунаєвський